# Ерих Хаман
Ерих Хаман (27. новембар 1944) бивши је источнонемачки фудбалер и тренер.

## Биографија
У каријери је играо за клубове Пост Нојбранденбург, Стал Ајзенхитенштат и Ворватс Франкфурт, прволигаше Источне Немачке.
Хаман је одиграо три утакмице за фудбалску репрезентацију Источне Немачке. Учествовао је на ФИФА Светском првенству 1974. године у Западној Немачкој. Истакао се у чувеној победи Источне Немачке са 1:0 над касније светским прваком Западном Немачком, када је асистирао Јиргену Шпарвасеру за једини гол на утакмици.
Након играчке каријере, радио је као тренер у Ворватсу из Франкфурта.